# Période orientalisante étrusque
La période orientalisante est l'une des périodes historiques de la civilisation étrusque, située entre 720 et 580 av. J.-C. environ. 
Elle fait suite à la période villanovienne et précède la période archaïque étrusque.
Du fait d'échanges avec les civilisations de la Méditerranée orientale, dont la Grèce à l'époque orientalisante, l'art étrusque voit apparaître une culture figurative, influencée par les modèles grecs. La pratique du banquet allongé, pour les élites, est alors commun aux deux cultures.

## Histoire et culture
Cette période voit le début des luttes entre l'Étrurie et Rome. Clusium et Tarquinii sont alliées contre les Latins.
Vers 700 av. J.-C., ce peuple se dote de l'alphabet étrusque qu'il a emprunté aux Grecs et adapté au système phonétique de leur propre langue, l'Étrusque.

## Arts
Orfèvrerie
- Apparition des techniques de granulation et du filigrane par la richesse des échanges commerciaux avec le Proche-Orient, en particulier de Phénicie.

Céramique
- Poterie à décoration plastique (en volume).
- Bucchero à cylindres.
- Travaux sculptés.
- Tête de canope de Chiusi.

Art funéraire
- Tombe a ziro.
- Tombe a camera.
- Tombe a tramezzo.

Monuments
- Tumulo di Poggio Gaiella.
- Tombe Morelli.